# Yogyakarta
Yogyakarta (tiếng Anh: /ˌjoʊɡjəˈkɑːrtə/; tiếng Java: ꦔꦪꦺꦴꦒꦾꦏꦂꦠ Ngayogyakarta [ŋɑːˈjɔɡjɔˈkɑːrtɔ]; tiếng Petjo: Jogjakarta) là thành phố thủ phủ của Vùng đặc biệt Yogyakarta ở Indonesia, phía nam Trung Java. Là thành phố hoàng gia duy nhất của Indonesia vẫn còn được cai trị bởi chế độ quân chủ Hamengkubuwono. Yogyakarta được coi là một trung tâm quan trọng của nghệ thuật cổ điển văn hóa Java như múa ba lê, dệt vải Batik, kịch, chế tác bạc, nghệ thuật thị giác và rối bóng. Nổi tiếng là trung tâm giáo dục của Indonesia khi là nơi có số lượng lớn sinh viên và hàng chục trường học và đại học, trong đó có Đại học Gadjah Mada, viện giáo dục đại học lớn nhất đất nước và là một trong những trường đại học uy tín nhất.
Yogyakarta là thủ đô của Vương quốc Yogyakarta và từng là thủ đô của Indonesia từ năm 1946 đến 1948 trong cuộc Cách mạng Dân tộc Indonesia với Gedung Agung là dinh tổng thống. Một trong những quận ở Yogyakarta là Kotagede từng là thủ đô của Vương quốc Hồi giáo Mataram từ năm 1587 đến năm 1613.
Dân số thành phố là 388.627 người tại cuộc Tổng điều tra dân số năm 2010, và 373.589 người tại cuộc Tổng điều tra dân số năm 2020. Ước tính chính thức vào giữa năm 2022 là 378.913 người, trong đó có 184.412 nam giới và 195.501 nữ giới. Khu vực đô thị của nó là nơi sinh sống của 4.010.436 người vào năm 2010, bao gồm thành phố Magelang và 65 đơn vị hành chính của các huyện Sleman, Klaten, Bantul, Kulon Progo và Magelang. Yogyakarta có một trong những nơi có chỉ số HDI (Chỉ số phát triển con người) cao nhất ở Indonesia. Để nhanh chóng khởi động lại nền kinh tế, Indonesia lên kế hoạch xây dựng tàu cao tốc giai đoạn 2 hiện đang được phát triển từ Bandung đến Surakarta, qua Yogyakarta khởi công xây dựng vào năm 2023, dự kiến hoàn thành vào năm 2026.

## Khí hậu
Yogyakarta nằm tại Khí hậu nhiệt đới gió mùa (Am) vì lượng mưa trong tháng khô nhất, tháng 8 ở dưới 60 milimét (2,4 inch). Tháng ẩm ướt nhất là tháng 1 với giáng thủy 392 milimét (15,4 inch). Khí hậu chịu ảnh hưởng của gió mùa. Nhiệt độ hàng năm vào khoảng 25 đến 26 độ C. Tháng nóng nhất là tháng 4 với nhiệt độ trung bình 27,1 độ C.
| Dữ liệu khí hậu của Yogyakarta, Indonesia | Dữ liệu khí hậu của Yogyakarta, Indonesia | Dữ liệu khí hậu của Yogyakarta, Indonesia | Dữ liệu khí hậu của Yogyakarta, Indonesia | Dữ liệu khí hậu của Yogyakarta, Indonesia | Dữ liệu khí hậu của Yogyakarta, Indonesia | Dữ liệu khí hậu của Yogyakarta, Indonesia | Dữ liệu khí hậu của Yogyakarta, Indonesia | Dữ liệu khí hậu của Yogyakarta, Indonesia | Dữ liệu khí hậu của Yogyakarta, Indonesia | Dữ liệu khí hậu của Yogyakarta, Indonesia | Dữ liệu khí hậu của Yogyakarta, Indonesia | Dữ liệu khí hậu của Yogyakarta, Indonesia | Dữ liệu khí hậu của Yogyakarta, Indonesia |
| Tháng                                     | 1                                         | 2                                         | 3                                         | 4                                         | 5                                         | 6                                         | 7                                         | 8                                         | 9                                         | 10                                        | 11                                        | 12                                        | Năm                                       |
| ----------------------------------------- | ----------------------------------------- | ----------------------------------------- | ----------------------------------------- | ----------------------------------------- | ----------------------------------------- | ----------------------------------------- | ----------------------------------------- | ----------------------------------------- | ----------------------------------------- | ----------------------------------------- | ----------------------------------------- | ----------------------------------------- | ----------------------------------------- |
| Cao kỉ lục °C (°F)                        | 31 (88)                                   | 32 (90)                                   | 32 (90)                                   | 33 (91)                                   | 32 (90)                                   | 32 (90)                                   | 32 (90)                                   | 32 (90)                                   | 34 (93)                                   | 35 (95)                                   | 35 (95)                                   | 32 (90)                                   | 35 (95)                                   |
| Trung bình ngày tối đa °C (°F)            | 29.8 (85.6)                               | 30.2 (86.4)                               | 30.4 (86.7)                               | 31.3 (88.3)                               | 31.1 (88.0)                               | 31.0 (87.8)                               | 30.3 (86.5)                               | 30.7 (87.3)                               | 31.1 (88.0)                               | 31.4 (88.5)                               | 30.7 (87.3)                               | 30.1 (86.2)                               | 30.7 (87.2)                               |
| Trung bình ngày °C (°F)                   | 26.3 (79.3)                               | 26.5 (79.7)                               | 26.6 (79.9)                               | 27.1 (80.8)                               | 26.9 (80.4)                               | 26.2 (79.2)                               | 25.4 (77.7)                               | 25.6 (78.1)                               | 26.4 (79.5)                               | 27.0 (80.6)                               | 26.8 (80.2)                               | 26.4 (79.5)                               | 26.4 (79.6)                               |
| Tối thiểu trung bình ngày °C (°F)         | 22.9 (73.2)                               | 22.8 (73.0)                               | 22.9 (73.2)                               | 23.0 (73.4)                               | 22.7 (72.9)                               | 21.5 (70.7)                               | 20.6 (69.1)                               | 20.6 (69.1)                               | 21.7 (71.1)                               | 22.7 (72.9)                               | 23.0 (73.4)                               | 22.8 (73.0)                               | 22.3 (72.1)                               |
| Thấp kỉ lục °C (°F)                       | 20 (68)                                   | 20 (68)                                   | 18 (64)                                   | 20 (68)                                   | 18 (64)                                   | 16 (61)                                   | 17 (63)                                   | 16 (61)                                   | 17 (63)                                   | 18 (64)                                   | 20 (68)                                   | 20 (68)                                   | 16 (61)                                   |
| Lượng Giáng thủy trung bình mm (inches)   | 392 (15.4)                                | 299 (11.8)                                | 363 (14.3)                                | 149 (5.9)                                 | 141 (5.6)                                 | 68 (2.7)                                  | 29 (1.1)                                  | 16 (0.6)                                  | 109 (4.3)                                 | 156 (6.1)                                 | 237 (9.3)                                 | 288 (11.3)                                | 2.247 (88.4)                              |
| Độ ẩm tương đối trung bình (%)            | 82                                        | 82                                        | 81                                        | 78                                        | 77                                        | 74                                        | 74                                        | 71                                        | 69                                        | 73                                        | 77                                        | 82                                        | 77                                        |
| [ cần dẫn nguồn ]                         |                                           |                                           |                                           |                                           |                                           |                                           |                                           |                                           |                                           |                                           |                                           |                                           |                                           |

## Phân cấp hành chính
Thành phố Yogyakarta là một phần hành chính của Đặc khu Yogyakarta có tư cách như là một tỉnh của Indonesia. Năm 2020, thành phố Yogyakarta có mật độ dân số cao nhất ở Đại Yogyakarta, với 11.546 người/km2, Sleman và Bantul lần lượt giữ vị trí thứ hai với mật độ dân số 1.958,5 người/km2 và thứ ba với 1.940 người/km2.
Yogyakarta được chia thành 14 phân khu cấp quận được gọi là kemantren, khiến nó trở thành thành phố duy nhất ở Indonesia phân cấp như vậy, vì nó chỉ áp dụng trong đặc khu Yogyakarta.